# Boris Cepeda
Boris Cepeda (Quito, 26 de septiembre de 1974) es un pianista, director de orquesta, diplomático y gestor cultural ecuatoriano-alemán.

## Biografía
Recibió sus primeras lecciones de piano a los cuatro años. A los cinco se presentó por primera vez en la televisión ecuatoriana. En 1981 dio su primer recital de piano en Quito, y desde entonces realiza conciertos alrededor del mundo, como en la Filarmónica de Berlín, en el Konzerthaus Berlin, en el Laeiszhalle, en el Istana Budaya de Kuala Lumpur, en la Casa de la Música de Quito, el Teatro Nacional Sucre y en los festivales internacionales de música Kissinger Sommer y Kurt-Weill-Fest en Dessau Boris Cepeda estudió en la cátedra de piano de Kurt Seibert en la Universidad de las Artes de Bremen. Como acompañante de Lied Cepeda ha interpretado la obra de Franz Schubert, Max Reger, Aribert Reimann y Moritz Eggert. 
En 1998 fundó junto a su esposa Katja el dúo pianístico Max Reger, que desde ese entonces ha interpretado y grabado las obras más importantes para piano a cuatro manos de ese compositor. También se dedica a la pedagogía, habiendo dado clases maestras, seminarios y conferencias en colegios, escuelas de música, conservatorios, universidades e instituciones culturales en Alemania Ecuador, Malasia, Japón, Uruguay, Brasil, Argentina y Chile. 
Desde el 2019 enseña en la Universidad de Música Robert Schumann Hochschule Düsseldorf Desde la temporada 2009-10 trabajó como jefe de estudios musicales suplente y maestro repetidor en el Anhaltisches Theater de Dessau. Desde 2016 es jefe de estudios musicales del Teatro Municipal de Münster. Es copropietario del castillo de Wiesenburg, donde vive junto a su esposa desde el 2013.

## Director de orquesta
En la temporada 2012-13 dirigió la ópera Bastien und Bastienne de Wolfgang Amadeus Mozart en el Teatro Anhaltino de Dessau. En la temporada 2013-14 dirigió la opereta Die schöne Galathée de Franz von Suppè en el Teatro Anhaltino de Dessau.

## Diplomático
Fue agregado cultural de la Embajada del Ecuador en Berlín desde el 2002 al 2007. En esas funciones fue responsable de la organización del programa cultural del Ecuador durante el Campeonato Mundial de Fútbol de 2006

## Gestor cultural
En 1999 inició el Festival Iberoamericano de Música en Bremen En ese mismo año fue asistente de la dirección artística del Festival Internacional de Música "Weidener Max Reger Tage". En 2009 fundó el Festival Internacional de Música Mendelssohnfest.

## Premios y becas
- 1982: Primer premio en el concurso nacional de Música en Cuenca, Ecuador
- 1985: Primer premio en el concurso nacional de piano „Guillermo Wright Vallarino“ in Quito
- 1989: Primer premio en el concurso nacional de piano „Guillermo Wright Vallarino“ in Quito
- 1985–1990: Beca de estudios de la Fundación Guayasamín, Quito
- 1980–1992: Beca de estudios del Colegio Alemán de Quito (1980–1992)
- 1989: Premio del Servicio de Intercambio Pedagógico Alemán
- 1992: Premio al mejor estudiante de alemán del Colegio Alemán de Quito
- 1988–1990: Beca de estudios de la Fundación Zaldumbide Rosales, Quito
- 1990–1992: Beca de estudios de la Fundación Juan Esteban Cordero, Quito
- 1990–1992: Beca de estudios de la Sociedad Filarmónica de Quito
- 1993–1998: Beca de estudios de la Fundación Waldemar Koch de Bremen
- 1994: Beca de la Asociación Richard Wagner de Alemania
- 1993 Beca de estudios de la Fundación Esquel de Quito
- 2004 Orden „Vicente Rocafuerte“ del parlamento ecuatoriano
- 2009 Premio de la Sociedad Franz Schubert de Alemania, Duisburg[32]
- 2021 Artista Steinway Perfil de Boris Cepeda[33]

## Discografía, Grabaciones para radio y películas
- 1994: Franz Schubert: 3er movimiento de la sonata en la menor para piano D-784, Grabación para Radio Bremen
- 1996: CD „Max Reger, Klaviermusik“, Max Reger: Cuatro estudios especiales para la mano izquierda sola[34]
- 1998: Karol Szymanowski: Variaciones sobre un tema polaco op. 10, Grabación para Radio Bremen
- 1998: CD „Desde la mitad del mundo“ con obras del compositor ecuatoriano Juan Pablo Muñoz Sanz[35]
- 1999 Max Reger: Variaciones sobre un tema de W.A. Mozart para dos pianos, conjuntamente con Katja Cepeda, Grabación para Radio Bremen
- 2003: Robert Schumann: Concierto para piano y orquesta en la menor, Grabación en vivo de un concierto en la Berliner Philharmonie del 2 de mayo de 2003, DeutschlandRadio[36]
- 2005: CD „Boris Cepeda, piano“ con obras de Karol Szymanowski, Franz Liszt, Max Reger y Gerardo Guevara.[37]
- 2006: CD „Voces en la Sombra“, obras para piano del compositor Juan Pablo Muñoz Sanz[38]
- 2006: CD y transmisión por radio de „Shine and Dark“ de Aribert Reimann para barítono y piano (mano izquierda), Grabación en vivo del concierto de premiación del Concurso de la Cadena de Radio y Televisión alemana ARD en 2006, Bayerischer Rundfunk
- 2018 Música para la película „To Hell with Mary“[4]

## Trivia
Un personaje de la novela „Itinerario de Trenes“ del diplomático y escritor ecuatoriano Jaime Marchán lleva el nombre de Boris Cepeda. Allí es descrito como agregado cultural de la Embajada del Ecuador en Viena. La obra de Marchán fue publicada en el 2000, dos años antes de que el personaje real comenzase su labor en la misma función en la Embajada del Ecuador en Berlín.